# Michel Gastine
Michel Gastine est un médecin et un écrivain français, auteur de roman policier. 

## Biographie
Michel Gastine est médecin des tribunaux, expert auprès des cours de Paris, Avranches et Orléans. 
En 1994, il publie Quai de la Rapée pour lequel il est lauréat du prix du Quai des Orfèvres 1995.

## Œuvre

### Romans
- Derrière les volets clos, Éditions Christian Pirot, coll. « Collection Les petites bottines » (1992)  (ISBN 2-86808-062-6)
- Les Filles de la Loire, Page à page (1994)  (ISBN 2-910912-00-0)
- Quai de la Rapée, Éditions Fayard (1994)  (ISBN 2-213-59315-9)
- Ces dames du bord de Loire, Page à page (1996)  (ISBN 2-910912-01-9)
- Une gare, une nuit, Éditions Bertout, coll. « La Mémoire normande » (1997)  (ISBN 2-86743-301-0)
- La Pensée éclatée, Amitié par le livre (1998)  (ISBN 2-7121-0203-7)

## Prix et distinctions

### Prix
- Prix du Quai des Orfèvres 1995 pour Quai de la Rapée[1],[2]